# Державний старійшина
Державний старійшина (ест. riigivanem) — посада керівника уряду Естонії та глави естонської держави, що існувала в 1921-1937 роках.

## Історія
Згідно з Конституцією Естонської Республіки, прийнятої 15 червня 1920 Установчими зборами і введеної в дію Законом «Про введення в дію Конституції Республіки та Закону про вибори до Рійгікогу, референдум та праві народної ініціативи» від 2 липня 1920 (опубліковано в урядовому бюлетені «Riigi Teataja» 2 серпня 1920 № 113/114), членами Уряду Естонської Республіки були державний старійшина та міністри. Державний старійшина був наділений обов'язками представляти Естонську Республіку, управляти та координувати діяльність уряду та керувати його засіданнями; він мав право подавати запити про діяльність міністрів. Уряд Естонської Республіки призначав зі свого складу заступника державного старійшини.
Згідно з конституцією, державний старійшина не міг виконувати роль арбітра в разі конфлікту між парламентом та урядом, оскільки був повністю залежний від депутатів і міг бути в будь-який момент відправлений ними у відставку.

## Офіційний переклад посади
13 липня 1922 Уряд Естонської Республіки затвердив такий переклад назви посади державного старійшини:
- англійською: State Head або President
- французькою: Chef d'Etat або President
- німецькою: Staatspräsident
- російською: Глава Республіки

## Державні старійшини Естонської Республіки
- Антс Пійп (1884—1941) — 20 грудня 1920 — 25 січня 1921
- Костянтин Пятс (1874—1956) — 25 січня 1921 — 21 листопада 1922
- Юхан Кукк (1885—1945) — 21 листопада 1922 — 2 серпня 1923
- Костянтин Пятс — 2 серпня 1923 — 26 березня 1924
- Фрідріх Акель (1871—1941) — 26 березня 1924 — 16 грудня 1924
- Юрі Яаксон (1870—1942) — 16 грудня 1924 — 15 грудня 1925
- Яан Теемант (1872—1941) — 15 грудня 1925 — 9 грудня 1927
- Яан Тиніссон (1868-?) — 9 грудня 1927 — 4 грудня 1928
- Аугуст Рей (1886—1963) — 4 грудня 1928 — 9 липня 1929
- Отто Штрандман (1875—1941) — 9 липня 1929 — 12 лютого 1931
- Костянтин Пятс — 12 лютого 1931 — 19 лютого 1932
- Яан Теемант — 19 лютого 1932 — 19 липня 1932
- Каарел Еенпалу (1888—1942) — 19 липня 1932 — 1 листопада 1932
- Костянтин Пятс — 1 листопада 1932 — 18 травня 1933
- Яан Тиніссон — 18 травня 1933 — 21 жовтня 1933
- Костянтин Пятс — 21 жовтня 1933 — 3 вересня 1937 (з 24 січня 1934 прем'єр-міністр з повноваженнями державного старійшини, відповідно до Конституції Естонської Республіки 1934)